# Drymode à croupion brun
Drymodes brunneopygia
Espèce
Statut de conservation UICN

 LC  : Préoccupation mineure

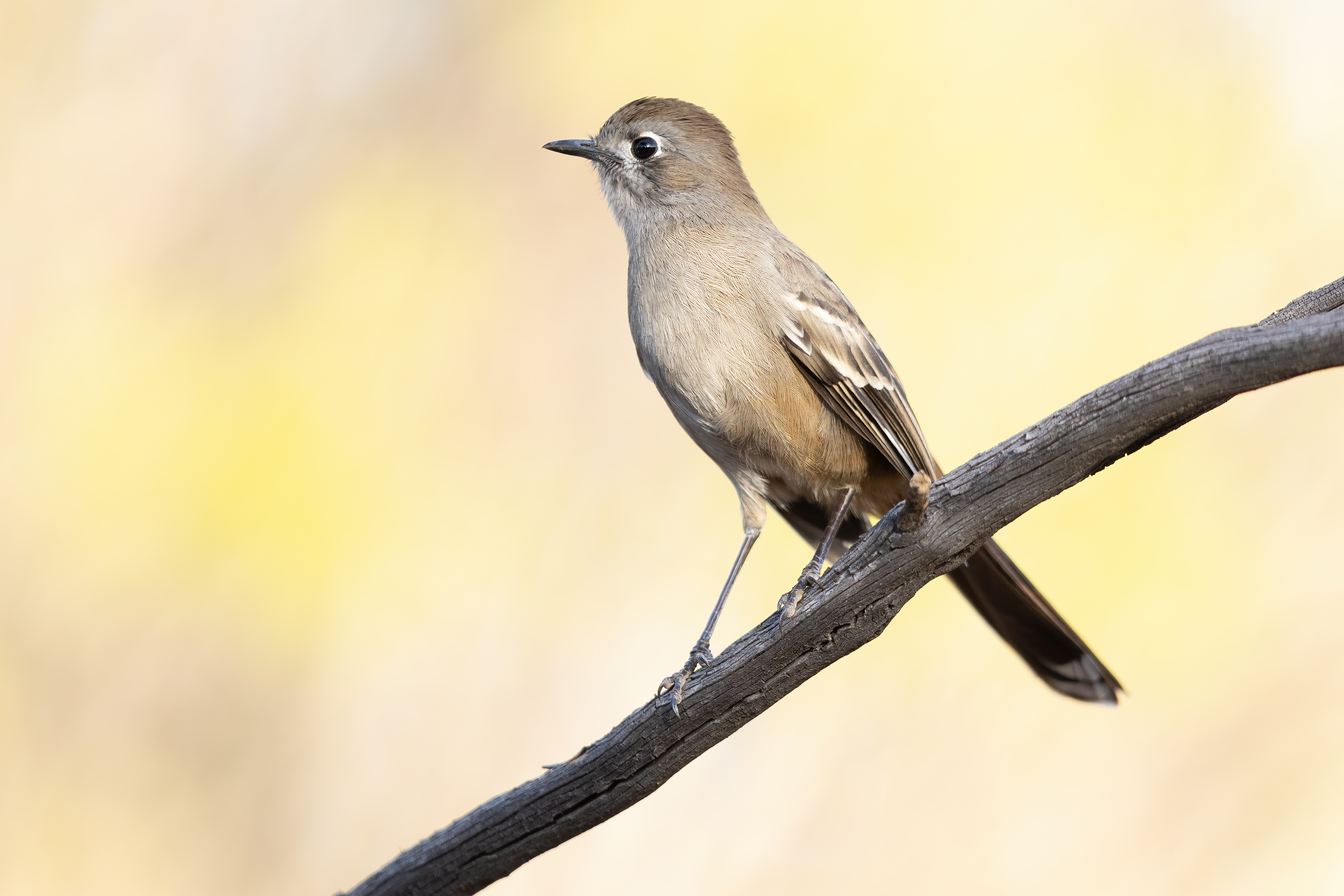
Un drymode à croupion brun dans la Nombinnie Nature Reserve, Austrailie. Avril 2022.

La Drymode à croupion brun (Drymodes brunneopygia) est une espèce de passereaux.

## Répartition
Cet oiseau vit à travers le sud de l'Australie.